# Campeonato Paulista de Futebol de 2001
O Campeonato Paulista de Futebol de 2001, também conhecido como Série A1 do Campeonato Paulista de Futebol de 2001, foi a 60.ª edição da principal divisão do futebol de São Paulo organizado pela Federação Paulista de Futebol (FPF). Teve o Corinthians como campeão e o Botafogo de Ribeirão Preto como o vice-campeão. Guarani e Mogi Migim foram rebaixados para a Série A2 da temporada seguinte. Washington, da Ponte Preta, foi o maior goleador do torneio, com 16 gols

## Fórmula de disputa
A primeira fase do Paulistão 2001 foi disputada por dezesseis clubes em apenas um grupo, jogando todos contra todos em turno único. Classificaram-se para a fase semifinal os quatro primeiros colocados. Nas semifinais, o Corinthians eliminou o Santos, enquanto o Botafogo de Ribeirão Preto avançou sobre a Ponte Preta. O Corinthians foi o campeão, com o Botafogo de Ribeirão Preto sendo o vice. O Corinthians venceu a primeira partida das finais, em Ribeirão Preto, por 3 a 0 e sagrou-se campeão com o empate por 0 a 0 no segundo jogo, no Morumbi, com público de mais de oitenta mil pessoas.
Empates eram seguidos por disputas de pênaltis, em que cada clube tinha direito a três cobranças, com cobranças alternadas se seguindo, em caso de novo empate, até ele ser quebrado. Se o empate durante os noventa minutos tivesse sido com gols, o time vencedor da disputa por pênaltis receberia um ponto extra, além do conquistado em campo. Entretanto, se não tivesse havido gols durante a partida, apenas o vencedor da disputa por pênaltis levaria um ponto, e o perdedor não levaria nenhum.
A FPF também inovou ao utilizar em alguns jogos dois árbitros em campo, inclusive na decisão do campeonato. Mas a ideia não vingou e não foi mais usada posteriormente.